# Triangle (Jpop)
Pour les articles homonymes, voir Triangle (homonymie).
Triangle (トライアングル) est un trio féminin de J-pop actif de 1978 à 1980, formé des trois idoles japonaises Michi (ミッチ, 森光子), Mami (マミ, 上野真由美), et Kukko (クーコ, 大塚邦子) remplacée en 1979 par Aki (アキ, 加藤明恵).

## Discographie

### Singles
- 1978.04.21 : Triangle Love Letter (トライアングル・ラブレター?)
- 1978.07.21 : 0 no Meruhen (0のメルヘン?)
- 1978.10.01 : Captain Zap (キャプテンZAP?)
- 1979.xx.xx : Love Locomotion (ラブ・ロコモーション?)
- 1979.xx.xx : Fuyu ga Chikai (冬が近い?)
- 1980.xx.xx : Honjitsu Seiten Nari! (本日晴天ナリ!?)
- 1980.09.21 : Koi wa Tekkiri Ba.Bi.Bu.Be.Bo (恋はてっきりバ・ビ・ブ・ベ・ボ?)

### Albums
- 1978.xx.xx : Triangle Love Letter  (トライアングル・ラブレター?)
- 1979.xx.xx : Sanjūsō / Triangle 2  (三重奏／トライアングル2?)

Compilations
- 2008/04/08 : Singles Collection

## Liens
- (ja) Discographie sur un site de fan